# Fernando Bujones
Fernando Bujones (ur. 9 marca 1955 w Miami, zm. 10 listopada 2005 tamże) – amerykański tancerz kubańskiego pochodzenia.
W latach 1972–1985 był pierwszym tancerzem American Ballet Theatre w Nowym Jorku, 1987 podjął stałą współpracę z Boston Ballet. Ponadto gościnnie występował w wielu renomowanych europejskich i amerykańskich zespołach baletowych. Łączył wirtuozerski taniec z aktorską interpretacją wykonywanych ról. Do ważniejszych jego ról należą: Solor - Bajaderka Minkusa, Zygfryd - Jezioro łabędzie Czajkowskiego, James - Sylfida Schneitzhöffera, Albrecht - Giselle Adama i Billy - Billy the Kid Coplanda.